# 김영 (영화 배우)
김영은 대한민국의 영화 배우이다.

## 드라마
- 2016년 네이버TV 4부작 웹 드라마 《예민한 놈들》
- 2018년 네이버TV 4부작 웹 드라마 《고래먼지》
- 2020년 Seezn 8부작 웹 드라마 《캐스트:인싸전성시대》
- 2020년 KBS2 단막극 《드라마 스페셜 2020 - 일의 기쁨과 슬픔》 ... 케빈 역
- 2023년 KBS2 저녁 일일드라마 《우아한 제국》 ... 윤지태 역

## 예능
- 2019년 네이버TV 웹 예능 《주x말의영화잠은행》

## 뮤직비디오
- 2013년 바이브(VIBE) - 이 나이 먹도록

## 영화
- 2014년 영화 《고리》 ... 아들 역
- 2014년 영화 《산책》 ... 정태 역
- 2015년 영화 《화끈한 써비스: 어느 잔인한 미용사의》 ... 도시락 학생들 1 역
- 2015년 영화 《커피 29초영화제: 커피는 나에게 잃어버린 시간이다..(남자 편)》
- 2015년 영화 《몽골리안 프린세스》 ... 지노 역
- 2015년 영화 《게이봉박두 Part Ⅳ:Rumor》 ... 준원 역
- 2015년 영화 《레볼루션》 ... 선영 역
- 2015년 영화 《공백의 얼굴들》
- 2015년 영화 《Tea Time》 ... 준원 역
- 2016년 영화 《잡아야 산다》 ... 어린 승주 역
- 2016년 영화 《검사외전》 ... 철새도래지 꽃미남들 역
- 2016년 영화 《승부조작》 ... DOPS #08 역
- 2016년 영화 《방석》 ... 상록수 서클 회장 역
- 2017년 영화 《보통사람》 ... 시청 앞 시위대 학생 역
- 2017년 영화 《아버지의 전쟁》 ... 한종필 역
- 2017년 영화 《한일전》 ... 한국남자 역
- 2017년 영화 《벌새》 ... 희찬 역
- 2017년 영화 《대곡꾼》 ... 대곡꾼 역
- 2018년 영화 《속닥속닥》 ... 조우성 역
- 2018년 영화 《필동》
- 2018년 영화 《고백》
- 2019년 영화 《내안의 그놈》 ... 일진남 2 역
- 2019년 영화 《뺑반》 ... 재철 동문1 역
- 2019년 영화 《가장 보통의 연애》 ... 보조스탭 역
- 2019년 영화 《심쿤》
- 2020년 영화 《악몽》
- 2020년 영화 《공수도》 ... 회사원 1 역 (우정출연)
- 2020년 영화 《런 보이 런》 ... 춘호 역
- 2020년 영화 《용루각: 비정도시》 ... 봉구 역
- 2020년 영화 《스웨그》 ... 레퍼 A 역
- 2021년 영화 《궤도 이탈자들》
- 2022년 영화 《소파》
- 2022년 영화 《니 부모 얼굴이 보고 싶다》 ... 학교 가드2 역
- 2022년 영화 《정직한 후보 2》 ... 회견장 기자 역
- 2022년 영화 《압꾸정》
- 2023년 영화 《어느 날 그녀가 우주에서》 ... 경수 역
- 2024년 영화《라스트씬》